# Barmherziges Herze der ewigen Liebe
Barmherziges Herze der ewigen Liebe (Cœur miséricordieux de l’amour éternel), (BWV 185), est une cantate religieuse de Johann Sebastian Bach composée à Weimar en 1715.

## Histoire et livret
À Weimar, Bach était le maître de concert du prince Johann Ernst de Saxe-Weimar et était tenu de diriger une cantate par mois. Il écrivit cette cantate pour le quatrième dimanche après la  Trinité et la dirigea le 14 juillet 1715 pour la première fois en la chapelle ducale. Pour cette destination liturgique, deux autres cantates ont franchi le seuil de la postérité : les BWV 24 et 177. Il data lui-même la cantate « 1715 ».
Les lectures prescrites pour ce dimanche étaient Rom., 8:18 –23 (Alle Kreatur sehnt sich mit uns nach der Offenbarung der Kinder Gottes) et Luc 6:36–42, le Sermon sur la montagne 6: 36–42, l'exhortation à être miséricordieux et à ne pas juger. Le texte de la cantate est du poète de cour Salomon Franck qui l'écrivit pour l'occasion et le publia en 1715 dans les Evangelisches Andachts-Opffer. Franck reste près du texte de l'Évangile et rappelle les avertissements et les images associés à « la paille qui est dans l’œil de mon frère » et « l'aveugle qui veut mener l'autre aveugle ». La dernière aria résume les avertissements de Das ist der Christen Kunst. La cantate se clôt avec la dernière strophe du choral Ich ruf zu dir, Herr Jesus Christ (ca. 1530) de Johann Agricola.
Quand Bach dirigea de nouveau la cantate à Leipzig, à Saint-Thomas, le 20 juin 1723 il la transposa de fa dièse mineur à sol mineur. Au cours de ce service, son quatrième à Leipzig, il dirigea la BWV 184 avant la prédication et une autre cantate, après la prédication, Ein ungefärbt Gemüte BWV 24, après qu'il eut inauguré son poste de cantor avec des cantates en deux parties, Die Elenden sollen essen, BWV 75 et Die Himmel erzählen die Ehre Gottes BWV 76. Il retravailla le choral de la cantate chorale Ich ruf zu dir, Herr Jesu Christ BWV 177, pour la même occasion en 1724.

## Structure et instrumentation
Comme pour plusieurs des cantates utilisant des textes de Franck, celle-ci est écrite pour petit ensemble, hautbois, deux violons, alto et basse continue avec quatre voix solistes, soprano, alto, ténor et basse. Le chœur n’intervient que dans le choral si besoin. A Leipzig, le hautbois fut remplacé par une trompette pour le cantus firmus du choral dans le premier mouvement.
Il y a six mouvements :
1. Aria et choral (soprano, ténor) : Barmherziges Herze der ewigen Liebe
2. récitatif (alto) : Ihr Herzen, die ihr euch in Stein und Fels verkehret
3. aria (alto) : Sei bemüht in dieser Zeit
4. récitatif (basse) : Die Eigenliebe schmeichelt sich
5. aria (basse) : Das ist der Christen Kunst
6. choral : Ich ruf zu dir, Herr Jesus Christ

## Musique
Le duo d'ouverture est lié de deux façons au choral qui clôt l’œuvre. La mélodie est jouée ligne par ligne comme un cantus firmus par le hautbois, embellie et dans une  mesure dansante de 6/4 au lieu de 4/4. Le premier intervalle entre les voix et le continuo est le même que dans le choral. Le sujet du contrepoint consiste en un Spiegelung du thème, c'est-à-dire qu'il en est le miroir comme la miséricorde humaine doit être le miroir de la miséricorde divine.
Le récitatif d'alto est d'abord accompagné par les cordes mais se termine en arioso avec continuo. L'aria d'alto montre la plus riche instrumentation, avec des solos figuratifs de hautbois. Le texte de l'aria de basse avec continuo résume toutes les remontrances en une longue phrase, mais Bach la divise en séquences toutes introduites par les mots « Das ist der Christen Kunst ». La basse en tant que Vox Christi présente le sermon. A Leipzig, le continuo de violoncelle et contrebasse en octaves a été doublé à l'octave supérieure par les cordes. Le choral de clôture est illuminé par les envolées d'un violon pour clore le cinquième mouvement.

## Sources
- Gilles Cantagrel, Les cantates de J.-S. Bach, Paris, Fayard, mars 2010, 1665 p.  (ISBN 978-2-213-64434-9)

- (en) Cet article est partiellement ou en totalité issu de l’article de Wikipédia en anglais intitulé « Barmherziges Herze der ewigen Liebe, BWV 185 » (voir la liste des auteurs).